# Tonindustrie-Zeitung
Die Tonindustrie-Zeitung war eine deutsche überregionale Fachzeitschrift.
Sie war das Zentralblatt für das Gesamtgebiet der Steine und Erden und erschien von 1876 bis 1979 (mit Unterbrechung von 1945 bis 1949) an wechselnden Verlagsorten.